# تپه هنگروان
تپه هنگروان مربوط به دوران پیش از تاریخ ایران باستان است و در حومه اورمیه بخش، صومای برادوست واقع شده و این اثر در تاریخ ۱ آذر ۱۳۴۴ با شمارهٔ ثبت ۴۵۳ به‌عنوان یکی از آثار ملی ایران به ثبت رسیده است.